# Backhaus und Schafstall Holle 1
Backhaus und Schafstall Holle 1 in Diepholz-Aschen, Schulweg 1, stammen aus dem 19. Jahrhundert.

Aktuell (2023) wird es landwirtschaftlich genutzt.
Die Gebäude stehen unter Denkmalschutz (siehe auch Liste der Baudenkmale in Diepholz).

## Beschreibung
- Backhaus: Das eingeschossige Gebäude in Fachwerk und Wandständerbauweise als Ankerbalkenzimmerung mit Satteldach stammt aus der Mitte des 18. Jahrhunderts.
- Schafstall: Das eingeschossige Gebäude in Fachwerk als Zweiständerbau hat ein erhaltenes Innengerüst.[2]

Beide Gebäude gehören zur Hofanlage Holle 1 mit weiteren nicht denkmalgeschützten Haupt- und Nebengebäuden.
Das Landesdenkmalamt befand: „… geschichtliche Bedeutung …  …“